# Lipari
Lipari este o comună de 11.386 de locuitori în provincia Messina, regiunea Sicilia, Italia.
Teritoriul comunei este alcătuit de șase insule: Lipari, Vulcano, Panarea, Stromboli, Filicudi, Alicudi.
Împreună cu insula Salina apărțin de grupa Insulelor Eoliene.

## Demografie
Lipari - evoluția demografică

|  | Graficele sunt indisponibile din cauza unor probleme tehnice. Mai multe informații se găsesc la Phabricator și la wiki-ul MediaWiki. |

Date: Recensăminte sau birourile de statistică - grafică realizată de Wikipedia

## Personalități
- Natalie Imbruglia.